# Hemen Majumdar
Hemen Majumdar fue un pintor indio nacido en 1871 y fallecido en 1948. Su pintura más popular es Lady with Lamp (en español, Mujer con Lámpara) que representa la soledad de la mujer. En 2002 se produjo un enorme revuelo cuando esa pintura fue robada y encontrada en poder de un traficante de arte.

## Primeros años
Hemen Majumdar nació en la localidad de Kishoregunj, en la India Británica actualmente Bangladés.
En 1910, ingresó en la Escuela Gubernamental de Arte en Calcuta y desde 1911 a 1915 estudió en la Jubilee Art School, de Calcuta.

## Carrera
Hemen Majumdar pintó las puertas que darían la bienvenida a Jorge V del Reino Unido en su visita a la India en 1911. 
En 1919, fundó la Academia India de las Bellas Artes en Calcuta junto con Jogeshchandra Seal, Jamini Roy, Bhabani Charan Law y Atul Bose. Igualmente también publicó un periódico Shilpi, con A.C. Mukhopadhyay.

## Premios
- 1921-22 Primer premio, Bombay Art Exhibition, Bombay.